# KM Beta
KM Beta a.s. je český výrobce betonové střešní krytiny, vápenopískových cihel, keramických zdicích bloků, stropních konstrukcí, suchých maltových směsí a automaticky zděných cihlových stěn. Výrobní závody jsou umístěny v Hodoníně, Kyjově a Bzenci-Přívoze. V roce 2021 přesáhly výnosy za prodej vlastních výrobků, zboží a služeb 590 milionů Kč, počet zaměstnanců ve stejném období činil 183.
KM Beta a.s. vznikla postupnou integrací několika výrobních závodů s tradicí sahající až do 19. století. Kromě toho vznikly i provozy zcela nové, jejichž produkty rozšířily firemní portfolio materiálů pro hrubou stavbu.  

## Sortiment
Z pohledu tržeb převažuje výroba betonové střešní krytiny, která je nabízena pod obchodními názvy Beta, Hodonka a Rota. Střešní tašky vznikají v závodech v Kyjově a Bzenci-Přívoze. Produkce v obou závodech začala v 80. letech 20. století a šlo o první sériově vyráběnou betonovou střešní krytinu na území tehdejšího Československa. Na tradici odkazuje současná podoba střešní tašky svým vzorem, průběžně ale prochází řadou technických vylepšení, přibyly i možnosti povrchových úprav. V roce 2008 došlo k významné technické úpravě tašky Beta v podobě zvýšené boční drážky, jejíž větší vůle umožňuje lepší dilataci a tím i spolehlivý odvod vody.
V Bzenci-Přívoze je produkován také vápenopískový zdicí systém s názvem Sendwix. Tradice tohoto produktu sahá až do roku 1912. Materiál se vyznačuje vysokou pevností, mrazuvzdorností, dobrým akustickým útlumem a schopností akumulovat teplo. Sendwix se vyrábí z kvalitního křemičitého písku, vápna a vody. Vytvrzování probíhá v autoklávech při teplotě až 200 stupňů a tlaku 1,6 MPa. Vysoký podíl křemičitého písku přináší velkou objemovou hmotnost 1 400 až 2 000 kg/m². Vápno přidává pevnost až 40 MPa. Jako nosné je tak možné využít zdivo o tloušťce již 150 milimetrů, což je žádoucí při realizaci staveb v nízkoenergetickém a pasivním standardu.
Cihlářské výrobky produkuje KM Beta v hodonínském závodě, jehož historie výroby sahá do roku 1860. Na začátku 20. století byla tamní cihelna nejmodernější a největší závod ve svém oboru v regionu střední Evropy. Základem produkce ve třetím desetiletí nového milénia byly keramické zdicí bloky Profiblok. Vznikají zde rovněž stropní konstrukce Miako a také Hurdis, který je na území České republiky tradičním řešením. V Hodoníně se keramické stropy začaly vyrábět už po druhé světové válce. Hodonínský areál se stal součástí KM Beta v roce 2009.
O rok později pak firma postavila v Bzenci-Přívoze výrobnu suchých maltových směsí, které jsou na trhu pod značkou Profimix. K dispozici jsou cementové potěry, lepidla, stěrkové hmoty, vnitřní i vnější sanační omítky nebo zdicí a tepelněizolační malty. KM Beta je zároveň jediným českým výrobcem alfa sádry pro samonivelační podlahové konstrukce.
Novinkou v portfoliu KM Beta byly v roce 2023 cihlové stěny. Automatická zdicí linka je umístěna v závodě Hodonín. Stěny lze vyrábět nejen ze systému Sendwix a Profiblok, ale i dalších materiálů. Na samotné stavbě jsou pak stěny osazeny jeřábem přímo na základovou desku. Rychlost realizace je srovnatelná s modulární výstavbou, zůstávají ale zachovány výhody zděných domů.